# TVB 1898 Stuttgart
El TV Bittenfeld o TVB 1898 Stuttgart desde 2016 es un club alemán de balonmano que juega como local en la ciudad de Waiblingen. Ascendió en 2015 a la Bundesliga.

## Plantilla 2024-25
|  | Porteros - 01 Luka Krivokapić - 16 Miljan Vujović - 21 Luca Tschentscher - 30 Samir Bellahcene Extremos izquierdos - 06 Daniel Fernández - 07 Alon Oberman - 25 Patrick Zieker Extremos derechos - 02 Nico Bacani - 05 Jorge Serrano Pívots - 09 Gianfranco Pribetić - 17 Samuel Röthlisberger - 24 Lukas Laube | Laterales izquierdos - 08 Nico Schöttle - 10 Jonas Truchanovičius - 14 Ante Ivanković - 44 Lenny Rubin Centrales - 03 Max Häfner - 11 Bruno Reguart - 22 Torben Matzken Laterales derechos - 13 Achilleas Toskas - 34 Kai Häfner |